# Splendrillia intermaculata
Splendrillia intermaculata là một loài ốc biển, là động vật thân mềm chân bụng sống ở biển thuộc họ Drilliidae.